# Illes Ballestas
Les Illes Ballestas són un grup de petites illes prop de la ciutat de Pisco, al Perú, estan compostes per formacions rocoses on es troba una important fauna marina amb aus guaneres. Destaquen Illes Ballestas Nord, Centre i Sud cadascuna amb una superfície estimada de 0,12 km².

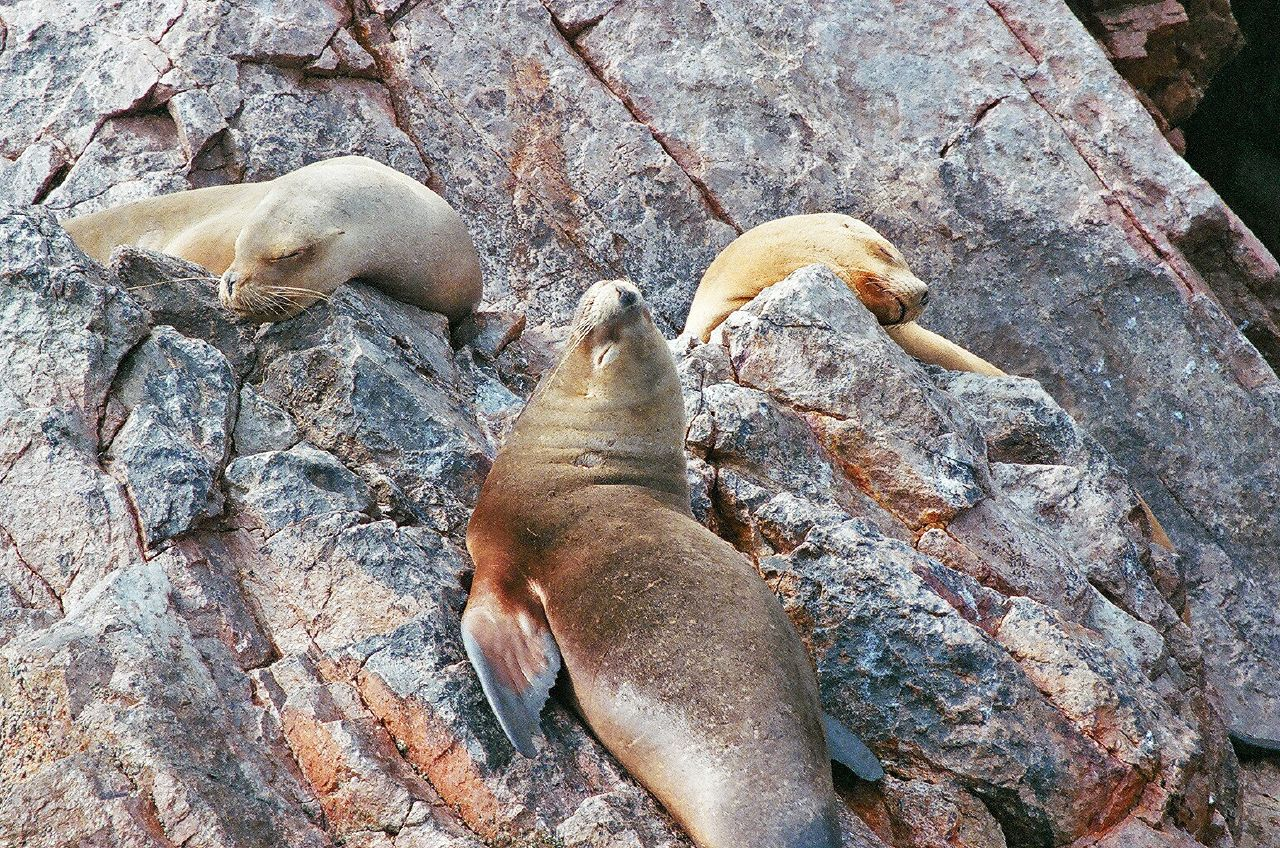
Llops de mar a les illes Ballestas

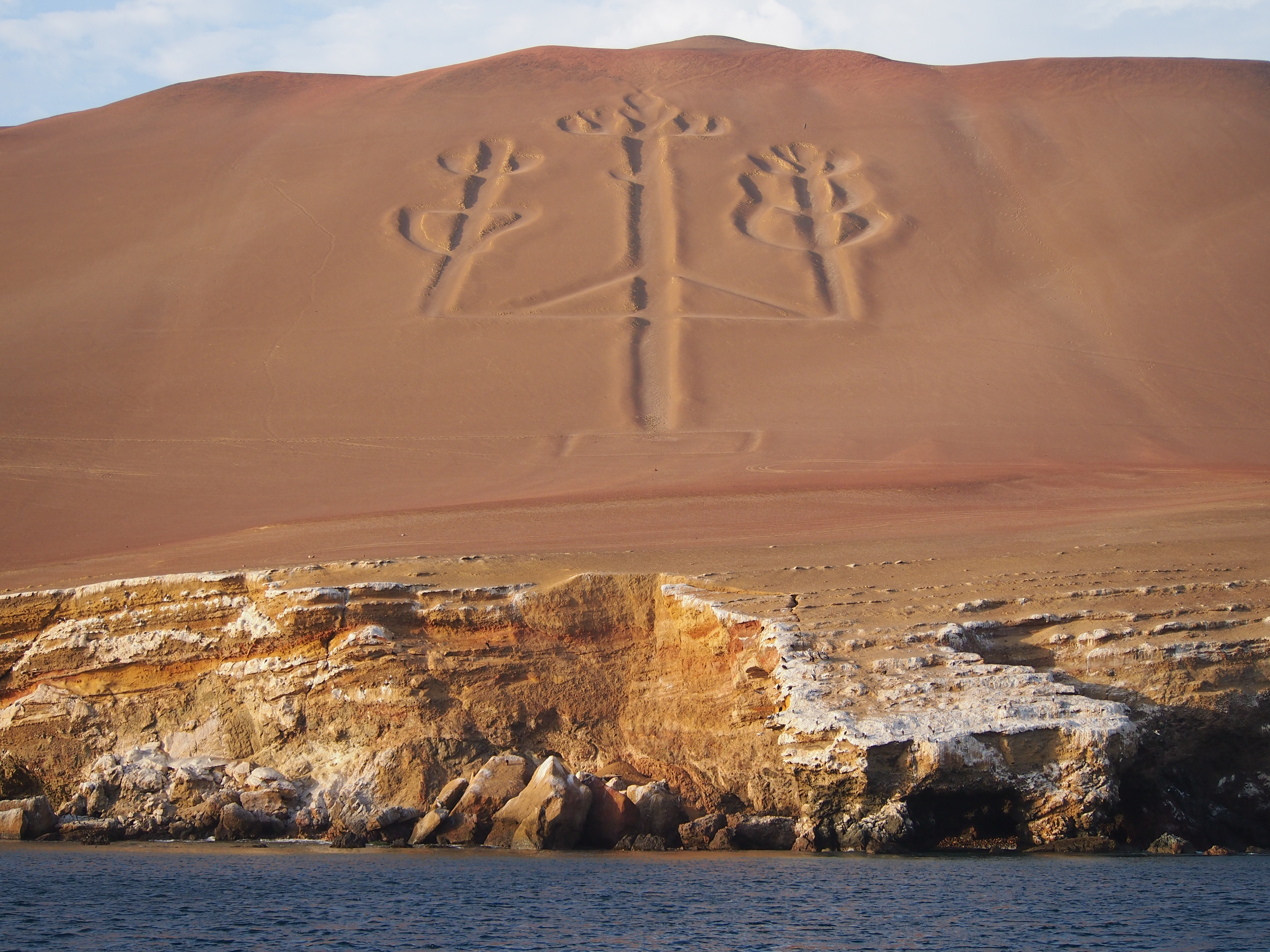
Candelabro de Paracas

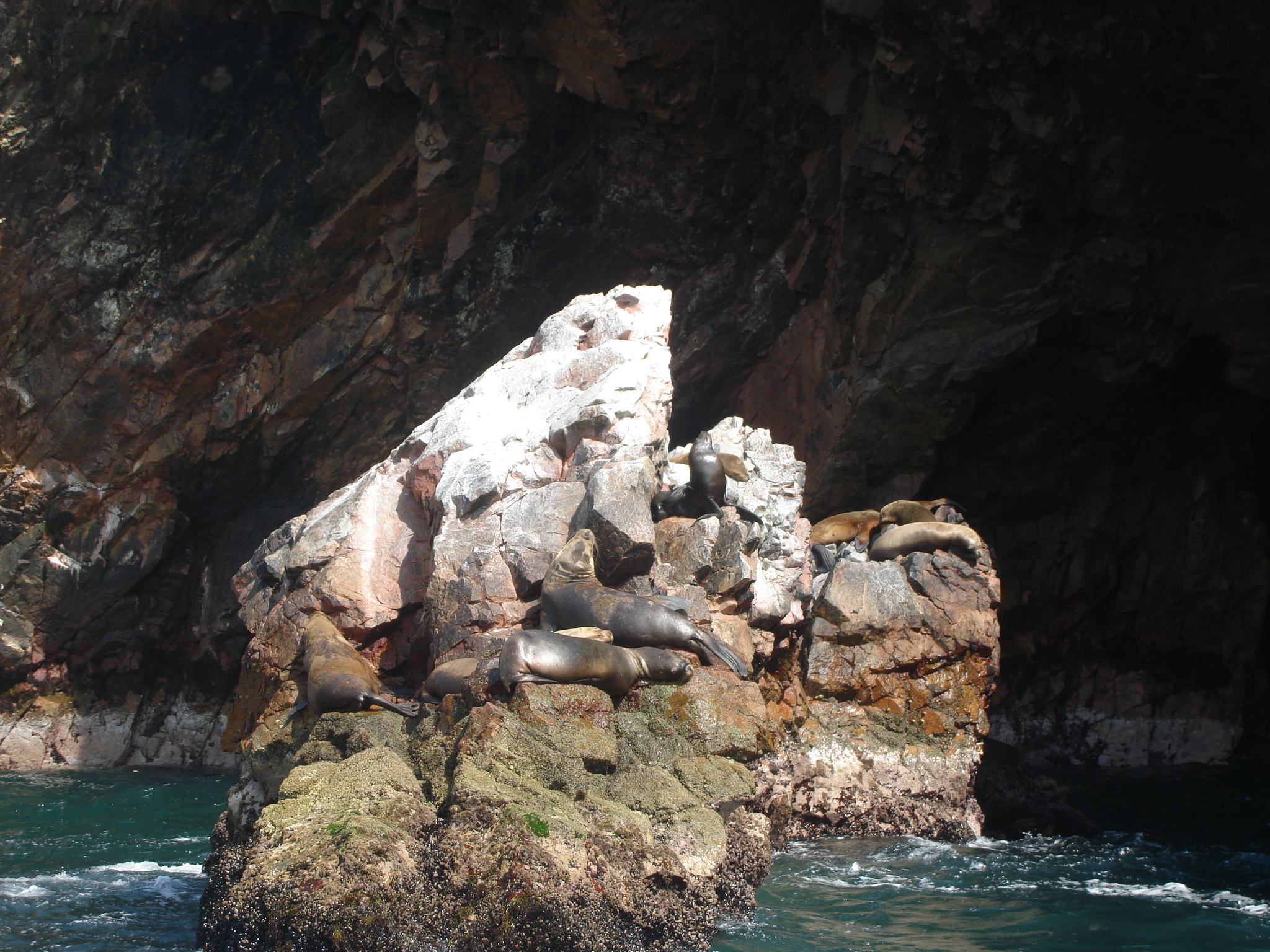
Mamífers marins sobre una roca

També es poden apreciar pingüins peruans que es troben en perill d'extinció. Igualment, les illes Ballestas es constitueixen en el refugi de dues varietats de llops marins (llops prims i llops xuscos) i d'altres mamífers.
A aquests llops de mar els agrada apropar-se a les embarcacions de turistes i salten al seu voltant, essent aquest un espectacle molt apreciat pels visitants.
Resulta també d'especial interès quan s'està prop d'aquestes illes el fet d'escoltar els crits de les manades de llops. Dona la impressió d'estar envoltat per aquests animals pràcticament a gairebé 360 graus. L'espectacle auditiu és especialment singular i inigualable. Aquests llops de mar són inofensius.
A aquestes illes es pot accedir des del balneari de Paracas, prop de Pisco, fent un circuit que es realitza en bots, el que permet apreciar aquestes espècies en el seu medi ambient de manera segura. El circuit complet triga d'unes quatre a cinc hores.
Navegant cap a les illes Ballestas, en el camí es pot apreciar El Candelabro (El Canelobre), que és un geoglif de grans dimensions que serveix de far als navegants. Aquest "Canelobre" està relacionat amb les línies de Nazca.
Tolt i que la visita a les illes Ballestas és des del punt de vista ecoturístic l'excursió més coneguda de la costa peruana, des de fa pocs anys les illes Palomino, al Callao, s'han convertit en una alternativa als visitants que per diverses raons no poden arribar a Paracas.